# Eleições na Rússia
No nível federal, a Rússia elege um presidente como chefe de Estado e um legislador, uma das duas câmaras da Assembléia Federal. O presidente é eleito para, no máximo, dois mandatos consecutivos de seis anos pelo povo (aumentado de quatro para dezembro de 2008). A Assembléia Federal (Federalnoe Sobranie) possui duas câmaras. A Duma Federal (Gosudarstvennaja Duma) tem 450 membros, eleitos para mandatos de cinco anos (também quatro anos até dezembro de 2008). O Conselho da Federação (Sovet Federatsii) não é eleito diretamente; cada um dos 85 assuntos federais da Rússia envia 2 delegados ao Conselho Federal, totalizando 170 membros.
Desde 1990, houve sete eleições para a presidência e sete para o parlamento.
Nas sete eleições presidenciais, apenas uma vez, em 1996, foi necessário um segundo turno. Houve três presidentes, com Boris Iéltsin eleito em 1991 e 1996, Vladimir Putin em 2000, 2004, 2012 e 2018 e Dmitry Medvedev em 2008. O candidato comunista (do Partido Comunista da União Soviética ou do Partido Comunista da Rússia) terminou em segundo lugar em todos os casos: Nikolai Ryzhkov em 1991, Gennady Zyuganov em 1996, 2000 e 2008 e 2012, Nikolay Kharitonov em 2004 e Pavel Grudinin em 2018. Somente em 1996 houve um terceiro candidato que ganhou mais de 10% dos votos no primeiro turno, Alexander Lebed.
Nas eleições parlamentares, o Partido Comunista foi o maior partido nas eleições de 1995 e 1999, com 35% e 24% dos votos, respectivamente. O Partido Liberal Democrata da Rússia variou de 5 a 15% dos votos, e Yabloko conquistou 10% dos votos em 1995 e cerca de 5% nas outras três eleições. Os únicos outros partidos que alcançaram mais de 10% dos votos foram a Escolha Democrática da Rússia, com 16% em 1993, Nossa Pátria - Rússia com 12% em 1995 e, em 1999, Unidade com 23%, Pátria - Toda a Rússia com 13% e a Facção de Deputados Populares com 15%. A Rússia Unida, uma aliança da Unidade e Pátria - Toda a Rússia, tornou-se o maior partido com 38% em 2003.
As eleições na Rússia não têm sido livres e justas sob o governo de Vladimir Putin. Os oponentes políticos são presos e reprimidos, a mídia independente é intimidada e suprimida, vozes de oposição são silenciadas e a fraude eleitoral é generalizada. O Índice de Democracia do The Economist caracterizou o governo russo como autoritário, em 2022. A Rússia foi classificada como o 22º país menos democrático em termos eleitorais na Ásia, de acordo com os índices de democracia do V-Dem em 2023, com uma pontuação de 0,209 de 1.

## Eleições federais

### Presidenciais
O Presidente é eleito em um sistema de duas etapas a cada seis anos, com uma limitação de dois mandatos consecutivos. Antes de 2012, o mandato era de quatro anos. Se nenhum candidato vencer por maioria absoluta no primeiro turno, será realizado um segundo turno entre dois candidatos com mais votos. A última eleição presidencial foi em 2018 e a próxima é esperada em 2024.
A Presidência da Federação Russa está sujeita aos artigos 80-93 da Constituição Russa, as informações fornecidas nesses artigos são explicativas do sistema de eleições na Rússia e os principais pontos a serem destacados são os seguintes:
O presidente é eleito com base no sufrágio universal, igual e direto por meio de cédulas secretas.
- O presidente será eleito para um mandato de seis anos

- Qualquer cidadão da Federação Russa com 35 anos ou mais de idade e que tenha residência permanente por pelo menos 10 anos na Rússia pode concorrer à presidência na Rússia.

- A mesma pessoa não pode ser eleita Presidente da Federação Russa por mais de dois mandatos.

### Parlamentares
As eleições legislativas ocorrem nos 85 sujeitos da federação da Rússia, que vão de oblasts, repúblicas, territórios autônomos e okrugs autônomos.
As eleições para a Duma Estatal da Rússia são realizadas a cada cinco anos, e a disputa é pelas 450 cadeiras do Parlamento. Metade dos assentos é alocada por meio de votação na lista de partidos de representação proporcional, com um limite de 5%. A outra metade é nomeada por maioria de votos, onde um deputado é eleito para um círculo eleitoral. As assembléias regionais com seus respectivos deputados são formadas através deste sistema. O corpo legislativo da Rússia (O conselho e a Duma do Estado) está sujeito aos artigos 94-109 da Constituição, e estes explicam pontos importantes sobre as eleições para o parlamento na Rússia, esses são:
- A Duma Estatal (Parlamento) é eleita para um mandato de 5 anos.

- Qualquer cidadão da Federação Russa com pelo menos 21 anos de idade pode ser candidato.

- O presidente convocará as eleições para a Duma do Estado, de acordo com a Constituição.

- O conselho é eleito internamente, nomeando um membro do poder executivo e um membro do poder legislativo para cada um dos 85 assuntos da federação na Rússia.[14][15]

Em maio de 2012, o presidente Medvedev assinou uma nova legislação isentando os partidos políticos da necessidade de coletar assinaturas para concorrer nas eleições parlamentares.